# Giancarlo Bastianoni
Giancarlo Bastianoni (Roma, 24 giugno 1941) è un attore e stuntman italiano.

## Biografia
Ha partecipato a oltre 100 film, tra cui molti con Bud Spencer e Terence Hill, nei quali il suo ruolo tipico era quello del picchiatore o dello scagnozzo del "cattivo" di turno. Ha anche partecipato ad alcuni film negli anni sessanta-settanta, tra cui alcuni film storici e spaghetti western. Alto 1,90 m, ha lavorato come stuntman in alcuni film della Karl-May-Filme ed è stato la controfigura di Jack Palance in Revak, lo schiavo di Cartagine, nella scena con l'elefante. Ha anche lavorato come assistente alla regia nei film Rage - Fuoco incrociato (1984) di Tonino Ricci; Delta Force Commando (1988) di Pierluigi Ciriaci e Cacciatori di navi (1992) di Folco Quilici.

## Vita privata
In un'intervista alla Rai del 2015 ha dichiarato che si è ritirato dal mondo del cinema, e vive in Brasile a Rio de Janeiro dove ha un'azienda di ristrutturazioni edili.

## Filmografia
- La schiava di Roma, regia di Sergio Grieco (1960)
- La guerra di Troia, regia di Giorgio Ferroni (1961)
- Solo contro Roma, regia di Luciano Ricci (1962)
- Maciste, l'eroe più grande del mondo, regia di Michele Lupo (1963)
- I dieci gladiatori, regia di Gianfranco Parolini (1963)
- Dio perdona... io no!, regia di Giuseppe Colizzi (1967)
- Muori lentamente... te la godi di più, regia di Franz Josef Gottlieb (1967)
- Io non perdono... uccido, regia di Joaquín Luis Romero Marchent (1967)
- La colomba non deve volare, regia di Sergio Garrone (1970)
- Ombre roventi, regia di Mario Caiano (1970)
- Lo chiamavano Trinità..., regia di E.B. Clucher (1970)
- ...continuavano a chiamarlo Trinità, regia di E.B. Clucher (1971)
- Si può fare... amigo, regia di Maurizio Lucidi (1972)
- ...e poi lo chiamarono il Magnifico di E.B. Clucher (1972)
- Anche gli angeli mangiano fagioli, regia di E.B. Clucher (1973)
- Piedone lo sbirro, regia di Steno (1973)
- Ci risiamo, vero Provvidenza?, regia di Alberto De Martino (1973)
- ...altrimenti ci arrabbiamo!, regia di Marcello Fondato (1974)
- Porgi l'altra guancia, regia di Franco Rossi (1974)
- Piedone a Hong Kong, regia di Steno (1975)
- Il soldato di ventura, regia di Pasquale Festa Campanile (1976)
- Charleston, regia di Marcello Fondato (1977)
- I due superpiedi quasi piatti, regia di E.B. Clucher (1977)
- Lo chiamavano Bulldozer, regia di Michele Lupo (1978)
- Pari e dispari, regia di Sergio Corbucci (1978)
- Piedone l'africano, regia di Steno (1978)
- Uno sceriffo extraterrestre... poco extra e molto terrestre, regia di Michele Lupo (1979)
- Chissà perché... capitano tutte a me, regia di Michele Lupo (1980)
- Piedone d'Egitto, regia di Steno (1980)
- Chi trova un amico trova un tesoro, regia di Sergio Corbucci (1981)
- Bomber, regia di Michele Lupo (1982)
- Nati con la camicia, regia di E.B. Clucher (1983)
- Se tutto va bene siamo rovinati, regia di Sergio Martino (1984)
- Non c'è due senza quattro, regia di E.B. Clucher (1984)
- Miami Supercops (I poliziotti dell'8ª strada), regia di Bruno Corbucci (1985)
- Superfantagenio, regia di Bruno Corbucci (1986)
- Big Man, regia di Steno (1988)

## Doppiatori italiani
Nelle versioni in italiano dei suoi film, Giancarlo Bastianoni è stato doppiato da:
- Michele Gammino in Pari e dispari
- Luciano De Ambrosis in Chi trova un amico trova un tesoro
- Ferruccio Amendola in Nati con la camicia
- Vittorio Amandola in Superfantagenio